# Metropolie Hongkong a Jihovýchodní Asie
Metropolie Hongkong a Jihovýchodní Asie je jedna z metropolií Konstantinopolského patriarchátu, zahrnující na území Hongkongu, Macaa, zbytku Čínské lidové republiky, Tchaj-wanu, Filipín, Vietnamu, Kambodži, Laosu, Thajska, Myanmaru a Mongolska.

## Historie
Roku 1986 proměnil pravoslavný pár Luka a Theodora Čouovi jednu místnost ve svém domě na domácí kapli. Získali požehnání od metropolity korejského Sotiria (Trambase). Po uzavření chrámu svatých apoštolů Petra a Pavla moskevského patriarchátu roku 1972 se v domácím chrámu sloužila první bohoslužba od uzavření. O rok později byla farní komunita svatého Lukáše uznána hongkongskými úřady jako oficiální náboženská instituce.
Roku 1990 byl filipínský katolický kněz Vincent Escarcha přijat do jurisdikce Konstantinopolského patriarchátu, což znamenalo začátek filipínské misie konstantinopolského patriarchátu.
Nová komunita byla zpočátku podřízena metropolii Nový Zéland, která sdružovala farnosti Konstantinopolského patriarchátu v jihovýchodní Asii, ale v listopadu 1996 rozhodnutím Svatého synodu byla na základě žádosti skupiny laiků farnosti svatého Lukáše zřízena nová metropolie hongkongská. Nová metropolie zahrnovala státy: Čína, Tchaj-wan, Macao, Filipíny, Vietnam, Kambodža, Laos, Thajsko, Myanmar, Mongolsko, Singapur, Indonésie, Malajsie, Brunej, Východní Timor, Maledivy, Bangladéš, Nepál, Indie, Pákistán, Srí Lanka a Afghánistán.
Dne 2. prosince 1996 byl archimandrita Nikitas (Loulias) zvolen prvním metropolitou Hongkongu a jihovýchodní Asie. Dne 12. ledna 1997 se konala slavnosti intronizace prvního metropolity, které se zúčastnil patriarcha Bartoloměj I. a metropolita panamský Athenagoras (Anastasiadis). V srpnu 2007 byl metropolita Nikitas převeden do metropolie Dardanely a Lampsakos.
Dne 9. ledna 2008 byly z metropolie vyčleněny státy Singapur, Indonésie, Malajsie, Brunej, Východní Timor, Maledivy, Bangladéš, Nepál, Indie, Pákistán, Srí Lanka a Afghánistán. Tyto státy byly včleněny do nově vzniklé metropolie Singapur a Jižní Asie. Stejného dne byl novým metropolitou hongkongským zvolen archimandrita Nektarios (Tsilis). Dne 20. ledna 2008 se v chrámu svatého Jiří v Istanbulu konala jeho biskupská chirotonie. Dne 1. března byl v chrámu svatého Lukáše slavnostně intronizován.
Ruská pravoslavná církev neuznala tuto eparchiální strukturu a podle prohlášení z 15. dubna 2008 je území Čínské lidové republiky pod jurisdikcí Čínské autonomní pravoslavné církve, která je součástí moskevského patriarchátu.

## Současný stav
Hongkongská metropolie nemá oficiální uznání ze strany čínského státu, i když udržuje dobré vztahy s čínskými úřady. Hongkongská metropolie ochotně reaguje na žádosti diplomatických zástupců Řecka a dalších zemí.
Roku 2018 měla metropolie 9 duchovních včetně metropolity Nektaria; jeden kněz v Hongkongu, jeden na Tchaj-wanu, pět na Filipínách a jeden v důchodu.
Kvůli extrémně vysokým nákladům na pozemky v Hongkongu, není součástí metropolie katedrální chrám a hlavním chrámem je přestavěná kancelář zasvěcená svatému Lukášovi. Chrám se nachází v mrakodrapu Universal Trade Center. Další katedrální chrám má také v kancelářských prostorách v Tchaj-pej. Dále má několik misijních farností na Filipínách.

## Seznam metropolitů
- 1996–2007 Nikitas (Loulias)
- od 2008 Nektarios (Tsilis)